# Lista compozițiilor de Philip Glass

### Muzică de cameră (altele decât cvartete de coarde)
- String Trio (cca. 1952, retras)
- Divertimento pentru flaut, clarinet și fagot (anii 1950)
- Diversions pentru două flaute și trombon bass (anii 1950)
- Brass Sextet (1962–1964)
- Play pentru două saxofoane (1965, muzică pentru piesa lui Samuel Beckett)
- Music for Ensemble and Two Actresses for wind sextet and two speakers (1965)
- Head On for violin, cello and piano (1967)
- Two Down for two saxophones (1967)
- Another Look at Harmony, Part 3  for clarinet and piano (1975)
- Fourth Series Part Three for violin and clarinet (1978)
- Opening from Glassworks for piano, cello and percussion (1981)
- Façades, for two saxophones (or flute and clarinet) and string ensemble (1981)
- Prelude to Endgame for timpani and double-bass (1984, for the play by Samuel Beckett)
- Music from The Screens for chamber ensemble (1989/1991, from a collaboration with Foday Musa Suso)
- Passages for chamber ensemble (1990, from a collaboration with Ravi Shankar)
- The Orchard (from The Screens) for cello and piano (plus optional percussion) (1989)
- Love Divided By for flute and piano (1992)
- In the Summer House for violin and cello (1993, music for the play by Jane Bowles)
- Saxophone Quartet (1995; also orchestral version, see Works for solo instruments and orchestra)
- Tissues (from Naqoyqatsi) for cello, percussion and piano (2002)
- Taoist Sacred Dance for piano and flute (2003)
- Music from The Sound of a Voice for flute, pipa, violin, cello and percussion (2003)
- Sonata for Violin and Piano (2008)
- Pendulum, movement for violin and piano (2010)
- Duos for violin and cello (2010–11, aranjate din Concertul pentru vioară și dublu violoncel)

### Muzică de cameră (altele decât cvartete de coarde), aranjate de către alții
- The Windcatcher pentru sextet saxofon (1992/2002, aranjat din 'Love Divided By' de Nico Muhly)
- String Sextet (1995/2009, adaptat după Symphony No.3 de Michael Riesman)

### Lucrări pentru instrumente solo (altele decât pian)
- Serenade for flute (1950s)
- Strung Out for amplified violin (1967)
- Piece in the Shape of a Square pentru 2 flaute (1967)
- Gradus for saxophone (1968)
- Arabesque In Memoriam pentru flaut (1988)
- France from The Screens pentru vioară (1989)
- Melodies pentru saxofon (1995)
- Songs and Poems for Solo Cello (2005–2007)
- Songs and Poems No.2 for Solo Cello (2010)
- Partita for solo violin (2010–2011)

### Simfonii
- Symphony No. 1 Low (1992, înregistrat și interpretat prima oară în 1993)
- Symphony No. 2 (1994)
- Symphony No. 3 pentru 19 interpreți de coarde (1995)
- Symphony No. 4 Heroes (1996)
- Symphony No. 5 Choral pentru soliști, cor și orchestră (1999)
- Symphony No. 6 Plutonian Ode pentru soprană și orchestră (2001, interpretat prima oară în 2002)
- Symphony No. 7 Toltec pentru cor și orchestră (2004, interpretat prima oară în 2005)
- Symphony No. 8 (2005)
- Symphony No. 9 (2010–2011)
- Symphony No.10 (2011)

### Alte lucrări pentru orchestră
- Convention Overture pentru orchestră (1963)
- Arioso No.2 pentru orchestră de coarde (începutul anilor 1960)
- Piece for chamber orchestra (1967)
- Music in Similar Motion pentru orchestră camerală (1969, orch. în 1981)
- Company pentru orchestră de coarde (1983; Versiunea orchestrală a String Quartet No. 2 Company (1983), vezi String quartets)
- Glass Pieces for orchestra (1983, versiuni orchestrale a "Funeral" din Akhnaten și Floe și Facades, pentru Jerome Robbins' balet)
- Prelude and Dance from Akhnaten pentru orchestră (1983)
- the CIVIL warS – the Cologne Section pentru orchestră cu cor mixt opțional (1984)
- Two Interludes from the CIVIL warS – the Rome Section pentru orchestră (1984)
- Phaedra pentru orchestră de coarde și percuție (1985)
- Runaway Horses from Mishima pentru orchestră de coarde și harpă (1985)
- In the Upper Room pentru orchestră camerală (1986, muzică pentru bucata dansantă a lui Twyla Tharp)
- The Light, n portret simfonic pentru orchestră (1987)
- The Canyon, un Episod Dramatic pentru orchestră (1988)
- Passages pentru orchestră camerală (1990, o colaborare cu Ravi Shankar)
- Mechanical Ballet from The Voyage pentru orchestră (1990)
- Interlude from Orphée pentru orchestră camerală (1991)
- Concerto Grosso pentru orchestră camerală (1992)
- Three Pieces from The Secret Agent pentru orchestră (1995)
- Days and Nights in Rocinha, Dance pentru orchestră (1997)
- DRA Fanfare pentru orchestră (1999)
- Dancissimo pentru orchestră (2001)
- Icarus at  the Edge of Time pentru orchestră și narator (2010)
- Harmonium Mountain pentru orchestră (2011)
- Black and White Scherzo pentru orchestră (2011)

### Lucrări pentru orchestră, orchestrate de către alții
- Modern Love Waltz for chamber orchestra (1977, orch. de Robert Moran in 1979)
- The Thin Blue Line for string orchestra (1988, arr. de Michael Riesman)
- Overture to "La Belle et la Bete" pentru orchestră de coarde și pian (1994, arr. de Michael Riesman)
- Life: A Journey Through Time în șapte secțiuni pentru orchestră (2006, orch. de Michael Riesman, din The Secret Agent, Les Enfants Terribles, Dracula și alte lucrări, pentru efecte vizuale de către Frans Lanting)

### Alte lucrări pentru orchestră, cor și cu voci solo
- Koyaanisqatsi: Life out of balance pentru cor, ansamblu și orchestră (1982, versiune de interpretare 2009)
- The Olympian: Lighting of the Torch and Closing pentru orchestră și cor (1984)
- Itaipu, un portret simfonic pentru cor și orchestră, în patru mișcări (1989)
- Persephone (T.S.E.) pentru cor și orchestră (1994, muzică pentru o lucrare de teatru de Robert Wilson)
- Songs of Milarepa pentru bariton și orchestră de cameră(1997)
- Psalm 126 pentru cor și orchestră  (1998)
- The Passion of Ramakrishna pentru cor și orchestră  (2006)

### Concerte și alte lucrări pentru instrumente solo și orchestră

#### Pentru pian
- Piano Concerto No. 1 Tirol, pentru pian și orchestră de coarde (2000)
- Piano Concerto No. 2 After Lewis and Clark, pentru pian, Native American flute, și orchestră (2004)

#### Pentru clavecin
- Concerto for Harpsichord and Orchestra (2002)

#### Pentru vioară
- Concerto for Violin and Orchestra (1960, aruncată)
- Concerto for Violin and Orchestra No. 1 (1987)
- Echorus for two violins and string orchestra (1995, versiune a Etude No. 2 pentru pian)
- Concerto for Violin and Orchestra No. 2, "The American Four Seasons" (2009)

#### Pentru violoncel
- Concerto for Cello and Orchestra No.1 (2001)
- Concerto for Cello and Orchestra No.2 Naqoyqatsi (2002/2012)

#### Pentru vioară și violoncel
- Double Concerto for Violin, Cello and Orchestra (2010)

#### Pentru saxofon
- Facades pentru două saxofoane (și flaute) și orchestră de coarde (1981)
- Concerto for Saxophone Quartet and Orchestra (1995)

#### Pentru timpane
- Concerto Fantasy for Two Timpanists and Orchestra (2000)

### Lucrări pentru instrumente solo și orchestră, aranjate sauorchestrate de alții
- Closing from "Glassworks" pentru pian și orchestră de coarde (1981, arr.de Michael Riesman)
- Passages for Saxophone Quartet and Orchestra (1989, trei mișcări aranjate în 2001 de Dennis Russel Davies)
- Dracula: Suite pentru orchestră de coarde și pian (1998, arr. de Michael Riesman, 2007)
- Suită din The Hours pentru pian, corzi, harpă și celeste (2002, arr. în 2003 de Michael Riesman pentru muzica lui Glass la filmul film The Hours)

### Lucrări vocale
- Music for Voices (1970)
- Hebeve Song pentru soprană, clarinet și fagot (1983)
- Songs from Liquid Days pentru voci și ansamblu (texte de Paul Simon, Suzanne Vega, David Byrne și Laurie Anderson, 1986)
- De Cie pentru patru voci (1988)
- Ignorant Sky, Cîntec (1995, pentru Suzanne Vega)
- The Streets of Berlin, Cîntec (1997, pentru Mick Jagger)
- Planctus, Cîntec pentru voci și pian (1997, pentru Natalie Merchant)
- In the Night Kitchen pentru voci și ansamblu cameral (2005, text de Maurice Sendak)
- Book of Longing pentru voci solo și ansamblu cameral  (2007, texte de Leonard Cohen)

### Lucrări pentru cor
- Haze Gold pentru cor (1962, text de Carl Sandburg)
- A Clear Midnight pentru cor (începuturile anilor 1960, text de Carl Sandburg)
- Spring Grass pentru cor (early 1960s, text de Carl Sandburg)
- Another Look at Harmony, Part IV pentru cor și orgă (1975)
- Fourth Series Part One pentru cor și orgă (1977)
- Trei piese pentru cor și a cappella (1984, texte de Leonard Cohen, Octavio Paz și Raymond Levesque)

### Lucrări pentru orgă
- Dance No.4 pentru orgă (1978)
- Mad Rush (Fourth Series Part Four) pentru orgă (1979)
- Voices pentru orgă, didgeridoo și narator (2001)

### Muzică pentru teatru
- Music for Play (Samuel Beckett, 1965)
- Music for The Red Horse Animation (Lee Breuer, 1968)
- Music for The Lost Ones (Beckett, 1975)
- Music for Cascando (Beckett, 1975)
- Music for The Saint and the Football Player (Thibeau și Breuer, 1975)
- Dressed Like an Egg (1977)
- Music for Cold Harbor (Dale Worsley și Bill Raymond, 1983)
- Music for Company (Beckett, 1984)
- Endgame (Beckett, 1984)
- Music for Worstward Ho (Beckett, 1986)
- The Screens (Jean Genet, 1990, cu Foday Musa Suso)
- Music for Cymbeline (Shakespeare, 1991)
- Henry IV, Parts One and Two (Shakespeare, 1992)
- In the Summer House (Jane Bowles, 1993)
- Woyzeck (Georg Büchner, 1993)
- The Elephant Man (2001)
- Beckett Shorts (Beckett, 2007)
- The Bacchae (Euripides, 2008)

### Lucrări Dance
- Dance (1979, cu Lucinda Childs și Sol LeWitt, vezi lucrările Ensemble and Organ)
- Glass Pieces (1983, pentru Jerome Robbins, vezi lucrările orchestrale)
- In the Upper Room (1986, pentru Twyla Tharp, vezi lucrările orchestrale)
- Music for Mysteries and What's So Funny (1991, pentru David Gordon)
- Heroes Symphony (1996, o versiune scurtă a Symphoniei Nr.4, pentru Twyla Tharp)

### Coloane sonore pentru film și TV
- Chappaqua (1966, o colaborare cu Ravi Shankar)
- Mark di Suvero, sculptor (Francois de Menil și Barbara Rose, cunoscut și ca North Star) (1977)
- Sesame Street Cues (1979) [ASCAP Title Code: 498083802]
- Trilogia lui Godfrey Reggio,Koyaanisqatsi (1982), Powaqqatsi (1988) și Naqoyqatsi (2002)
- Mishima: A Life in Four Chapters (Paul Schrader, 1985)
- Hamburger Hill (John Irvin, 1987)
- The Thin Blue Line (Errol Morris, 1988)
- Mindwalk (Bernt Amadeus Capra, 1990)
- A Brief History of Time (film) (Errol Morris, 1991) (biopic bazat pe populara carte de fizică a lui Stephen Hawking)
- Anima Mundi (Godfrey Reggio, 1992)
- Candyman (Bernard Rose, 1992) (bazat pe scurta poveste a lui Clive Barker, The Forbidden)
- Candyman: Farewell to the Flesh (Bill Condon, 1995)
- Jenipapo (Monique Gardenberg, incluzînd o piesă scrisă pentru Suzanne Vega, 1995)
- The Secret Agent (Christopher Hampton, 1996)
- Bent (Sean Mathias, 1997)
- Kundun (Martin Scorsese, 1997) (nominare la Academy Award)
- The Truman Show (Peter Weir, 1998) (trei piese originale, precum și materialul de pe Powaqqatsi, Anima Mundi și Mishima)
- Dracula (1998) (re-release al filmului lui Tod Browning din 1931, avîndul în rolul principal pe Bela Lugosi)
- Shorts (Michal Rovner, Shirin Neshat, Peter Greenaway și Atom Egoyan, 2001)
- The Baroness and the Pig (Michael Mackenzie, 2002)
- The Hours (Stephen Daldry, 2002) (nominare la Academy Award)
- The Fog of War (Errol Morris, 2003) (un interviu cu Robert McNamara, fostul Ministru al Apărării S.U.A.)
- Going Upriver: The Long War of John Kerry (2004)
- Secret Window (David Koepp, 2004)
- Taking Lives (D.J. Caruso, 2004)
- Undertow (David Gordon Green, 2004)
- Neverwas (Joshua Michael Stern, 2005)
- Night Stalker (2005, tema muzicală la Seria TV de Frank Spotnitz)
- The Reaping (Stephen Hopkins, 2006) (respinsă)
- Chaotic Harmony (Sat Chuen Hon, 2006)
- Roving Mars (George Butler, 2006)
- The Illusionist (Neil Burger, 2006)
- A Crude Awakening: The Oil Crash (2006)
- Notes on a Scandal (2006) (nominare laAcademy Award)
- No Reservations (Scott Hicks, 2007)
- Cassandra's Dream (Woody Allen, 2007)
- Les Animaux Amoureux (Laurent Charbonnier, 2007)
- Transcendent Man (Barry Ptolemy, 2009)
- Mr. Nice (Bernard Rose, 2010)
- Nosso Lar (Wagner de Assis, 2010)
- Elena (Andrey Zvyagintsev, 2011)
- They Were There (Errol Morris, 2011)

### Aranjamente
- Icct Hedral pentru orchestră (1995, adaptare după piesa electronică a lui Aphex Twin)
- Sound of Silence pentru pian (2005, după piesa lui Paul Simon)

### Alte lucrări
- One Plus One (1968)
- Long Beach Island, Word Location  (1969, sculptură, o colaborare cu Richard Serra)
- The Late Great Johnny Ace, coda pentru piesa lui Paul Simon, Hearts and Bones (1983)
- Pink Noise, instalație acustică (1987, cu Richard Serra)
- Brown Piano, Martingala, Double Rhythm, Boogie Mood, Sax, Variation (1994, unele cu Jean Michel Jarre)
- Aguas da Amazonia (aranjat și interpretat de Uakti din 12 Pieces for Ballet, 1993/1999)
- Icarus at the Edge of Time (2010)